# Nikita (Lied)
Nikita ist eine Pop-Ballade von Elton John. Das Stück ist eine Singleauskopplung aus dem Album Ice on Fire und wurde im September 1985 veröffentlicht.
Der Song wurde von John komponiert, und Bernie Taupin schrieb wie üblich den Text. An den Aufnahmen wirkten George Michael als Sänger, Nik Kershaw an der Gitarre und David Paton am prägnanten bundlosen Bass mit. Das Lied erreichte in vielen Ländern Platz eins der Charts, u. a. in Deutschland, der Schweiz, den Niederlanden, Irland, Neuseeland und Schweden.

## Inhalt
Das Stück soll die Teilung in Ost und West anhand der fiktiven Figur Nikita darstellen, die an der Berliner Mauer auf ostdeutscher Seite als Grenzsoldat postiert ist. John, der zu der Zeit mit einer Deutschen verheiratet war, verarbeitete damit seine Erlebnisse im geteilten Berlin.

## Musikvideo
Das Musikvideo wurde unter der Regie von Ken Russell gedreht, Anya Major spielt die Grenzsoldatin Nikita. 
In einem Interview sagte John, dass sowohl er als auch Taupin wussten, dass Nikita auch ein männlicher Vorname ist. Er habe bewusst auf seine Homosexualität anspielen wollen. 
Gedreht wurde das Video auf einem Parkplatz der Pinewood-Studios westlich von London. Der Grenzoffizier, der John beim zweiten Grenzübertritt abweist, wird von dem Schauspieler Andreas Wisniewski gespielt, der später durch Rollen in James Bond 007 – Der Hauch des Todes, Stirb Langsam und Mission: Impossible bekannt wurde.

## Coverversionen
Das Lied wurde mehrmals gecovert, weitere Versionen erschienen unter anderem von Bernhard Brink, The Spotnicks, Mel Jersey und Richard Clayderman. Zudem war es Gegenstand klassischer Adaptionen, u. a. durch das Royal Philharmonic Orchestra.

## Kommerzieller Erfolg

### Chartplatzierungen
| ChartsChartplatzierungen       | Höchstplatzierung | Wochen/ Monate |
| ------------------------------ | ----------------- | -------------- |
| Deutschland (GfK)              | 1 (20 Wo.)        | 20 Wo.         |
| Österreich (Ö3)                | 3 (4,5 Mt.)       | 4,5 Mt.        |
| Schweiz (IFPI)                 | 1 (19 Wo.)        | 19 Wo.         |
| Vereinigte Staaten (Billboard) | 7 (18 Wo.)        | 18 Wo.         |
| Vereinigtes Königreich (OCC)   | 3 (13 Wo.)        | 13 Wo.         |

| ChartsJahrescharts (1986)      | Platzierung |
| ------------------------------ | ----------- |
| Deutschland (GfK)              | 12          |
| Österreich (Ö3)                | 7           |
| Schweiz (IFPI)                 | 6           |
| Vereinigte Staaten (Billboard) | 87          |

### Auszeichnungen für Musikverkäufe
| Land/Region                  | Auszeichnungen für Musikverkäufe (Land/Region, Auszeichnung, Verkäufe) | Verkäufe |
| ---------------------------- | ---------------------------------------------------------------------- | -------- |
| Belgien (BRMA)               | Gold                                                                   | 100.000  |
| Brasilien (PMB)              | Gold                                                                   | 30.000   |
| Dänemark (IFPI)              | Gold                                                                   | 45.000   |
| Frankreich (SNEP)            | Silber                                                                 | 125.000  |
| Neuseeland (RMNZ)            | 2× Platin                                                              | 40.000   |
| Niederlande (NVPI)           | 2× Platin                                                              | 200.000  |
| Österreich (IFPI)            | Gold                                                                   | 50.000   |
| Polen (ZPAV)                 | Platin                                                                 | 100.000  |
| Schweiz (IFPI)               | Gold                                                                   | 25.000   |
| Vereinigtes Königreich (BPI) | Silber                                                                 | 250.000  |
| Insgesamt                    | 2× Silber · 5× Gold · 5× Platin ·                                      | 965.000  |

Hauptartikel: Elton John/Auszeichnungen für Musikverkäufe